# ويليام مايرز
ويليام مايرز (بالإنجليزية: William Meyers)‏ (23 يوليو 1943 – 7 مايو 2014) هو ملاكم جنوب أفريقي راحل، مثّل بلاده في الألعاب الأولمبية الصيفية 1960 وحقق الميدالية البرونزية في فئة وزن الريشة.

## روابط خارجية
ويليام مايرز على موقع بوكس ريك (الإنجليزية) (registration required)
- ويليام مايرز على موقع أوليمبيديا (الإنجليزية)